# Futebol Clube do Marco
O Futebol Clube do Marco é um clube português, com sede na cidade de Marco de Canaveses, no distrito do Porto.

## História
O clube foi fundado em 25 de maio de 1927 e o seu atual presidente chama-se Rogério Bernardo. Em 2004/05, obteve a sua melhor classificação de sempre, na Liga de Honra, o 4º lugar. Na época de 2005/06, a equipa de seniores disputa a Liga de Honra, e nesse ano, desceria à 2ª Divisão Nacional.
A 27 de setembro de 2007, a Federação Portuguesa de Futebol puniu o Marco com a descida de divisão e suspensão por duas épocas pela instauração de um processo disciplinar, pelas quatro faltas de comparência acumuladas na II Divisão - série B.
Mesmo com a punição cumprida, o Marco não conseguiu apoio suficiente para retomar as atividades, mantendo-se longe do futebol profissional.
O clube foi extinto e sucedido pelo AD Marco 09.

## Histórico
|                   | Nº Presenças | Títulos |
| ----------------- | ------------ | ------- |
| Temporadas na 1ª  | 0            |         |
| Temporadas na 2ª  | 6            |         |
| Temporadas na 2ªB | 19           | 2       |
| Temporadas na 3ª  | 5            |         |
| Taça de Portugal  | 27           |         |
| Taça da Liga      | 0            |         |

## Palmarés
- II Divisão - Série Norte: 2 (1999/00 e 2001/02)

### Classificações
| Escalão          | 00/01 | 01/02 | 02/03 | 03/04 | 04/05 | 05/06 | 06/07 | 07/08 | 08/09 |
| ---------------- | ----- | ----- | ----- | ----- | ----- | ----- | ----- | ----- | ----- |
| Liga Sagres      | -     | -     | -     | -     | -     | -     | -     | -     | -     |
| Liga Vitalis     | 15º   | -     | 13º   | 15º   | 4º    | 13º   | -     | -     | -     |
| II Divisão       | -     | 1º    | -     | -     | -     | -     | 9º    | 14º   | -     |
| III Divisão      | -     | -     | -     | -     | -     | -     | -     | -     | -     |
| 1º Escalão Dist. | -     | -     | -     | -     | -     | -     | -     | -     | -     |